# Lincolnshire Poacher
The Lincolnshire Poacher war ein leistungsstarker Zahlensender, der seinen Namen von dem gleichnamigen englischen Volkslied erhielt, von dem er zwei Takte als Kennung ausstrahlte.

## Sendungen
Der Sender wurde von 1988 bis 2008 als regelmäßig aktiv beobachtet, war aber seit den frühen 1970er Jahren aktiv.
Der Sender wurde mit großer Wahrscheinlichkeit vom englischen Secret Intelligence Service betrieben und sendete von der Insel Zypern. Funkamateure fanden durch Peilung heraus, dass er auf der Royal-Air-Force-Basis im zu den britischen Überseegebieten gehörenden Akrotiri stehen muss, auf der sich auch diverse Vorhangantennen befanden. Gesendet wurden Nummern-Gruppen, bestehend aus fünf Zahlen pro Block, gesprochen durch eine weibliche, synthetisch erzeugte Stimme auf Englisch. Die letzte Nummer einer Gruppe wurde mit erhobener Stimme gesprochen.

## Geschichte

Akrotiri, Zypern, der vermutete Standort des Senders und der Antennenanlage

Der genaue Start der Sendungen von Lincolnshire Poacher ist unbekannt. Vermutet wird, dass die Ausstrahlungen in den frühen 1970er Jahren starteten.
Auf dem abgeschotteten Gelände der RAF befindet sich ein starkes Überhorizontradar, was zu Unmut wegen seiner Umwelteinflüsse bei den Menschen im nahen Limassol führte. Funkamateure beschwerten sich ebenfalls über Interferenzen auf ihren Bändern. Zudem ist Akrotiri der Standort des Limassol BBC Relay British East Mediterranean Relay Station, das das Programm des World Service für den Nahen Osten überträgt.
Nach dem Ende des Kalten Krieges nahm die Zahl der Zahlensender stark ab, jedoch blieb der Lincolnshire Poacher auf Sendung. In den 1990er Jahren war der Sender Ziel eines massiven Jammings von Störsendern.
Im Juli 2008 stellte Lincolnshire Poacher seinen Betrieb ein. Es wird vermutet, dass die australische Schwesterstation Cherry Ripe die Sendungen übernahm, bis diese ab Dezember 2009 ebenfalls keine Ausstrahlungen mehr machte.
Die Website The Kernel berichtete 2013, dass die Nummernblöcke weiterhin mittels einer Telefonansage aus dem Vereinigten Königreich verbreitet werden und veröffentlichte eine Aufzeichnung der Ansage. Kurz darauf wurde die Ansage deaktiviert und die Redaktion erhielt per SMS eine Aufforderung, die Nummer nicht wieder anzurufen, mutmaßlich in Reaktion auf eine große Zahl von Lesern, die nach der Lektüre ebenfalls bei der Nummer angerufen hatten.